# Ketill Gautreksson
Según la saga Hrólfs saga Gautrekssonar Ketill Gautreksson fue un caudillo vikingo de Suecia, rey de los gautas, hijo de Gautrek y hermano de Hrólfr Gautreksson personaje principal de la mencionada saga, quien heredó el reino a su muerte.